# Miguel Paleólogo Ducas
Miguel Paleólogo Ducas (en griego: Μιχαήλ Παλαιολόγος Δούκας, fallecido en 1156) fue uno de los primeros miembros de la familia de los Paleólogo, que más tarde gobernó el Imperio bizantino.
Miguel ha sido identificado a menudo como hijo del antepasado de la dinastía, Jorge Paleólogo, y su esposa Ana Ducas, cuñada del emperador Alejo I Comneno, pero su cronología tardía contradice esta idea. Con toda probabilidad, era uno de sus nietos, probablemente hijo de Nicéforo Paleólogo, el hijo mayor de Jorge Paleólogo y Ana Ducas. Es de su abuela de quien Miguel obtuvo su segundo apellido, «Ducas».
Según el historiador Juan Cinnamo, Miguel, por una razón desconocida, cayó en desgracia ante su primo, el emperador Juan II Comneno (r. 1118-1143) y fue exiliado, siendo llamado de nuevo solo después de la ascensión de Manuel I Comneno (r. 1143-1180). Miguel pudo haber vivido en el sur de Grecia o haber poseído propiedades allí, ya que se sabe que entró en conflicto con el gobernador local, José Balsamon, en la década de 1140. En 1147, Miguel tenía el alto rango de la corte de sebasto y fue enviado como enviado, junto con el cartulario (secretario) Basilio Tzintziloukes, para asegurar el suministro de las fuerzas de la segunda cruzada cerca de Sardica y dar la bienvenida al rey Luis VII de Francia.
En la primavera de 1155, Miguel y otro sebasto, Juan Ducas), fueron puestos a cargo de una expedición para intentar la reconquista del sur de Italia, anteriormente una provincia bizantina, de los italo-normandos.Inicialmente, los dos bizantinos intentarían concluir una alianza con el emperador del Sacro Imperio Romano Germánico, Federico I Barbarroja, pero si este último se negaba —como de hecho sucedió—, usarían los considerables fondos que habían traído consigo para reclutar mercenarios localmente y recuperar Apulia. Los dos bizantinos encontraron aliados locales en las personas de los descontentos señores normandos, el conde Roberto III de Loritello y el ex conde de Gravina, Alejandro de Conversano. Con Ancona como base de operaciones, Paleólogo y Ducas capturaron Vieste, Bari, Trani y Giovinazzo en el verano de 1155. Paleólogo derrotó a un ejército normando al mando de Ascletino de Andria cerca de Barletta, después de lo cual Andria se rindió. En octubre del mismo año, Paleólogo llevó a cabo negociaciones con la República de Génova.
En la primavera de 1156, Miguel enfermó. Fue tonsurado monje con el nombre monástico de Moisés, pocos días antes de morir en Bari. Juan Ducas asumió el mando de las fuerzas imperiales en Apulia.